# Receptory aktywowane przez proliferatory peroksysomów

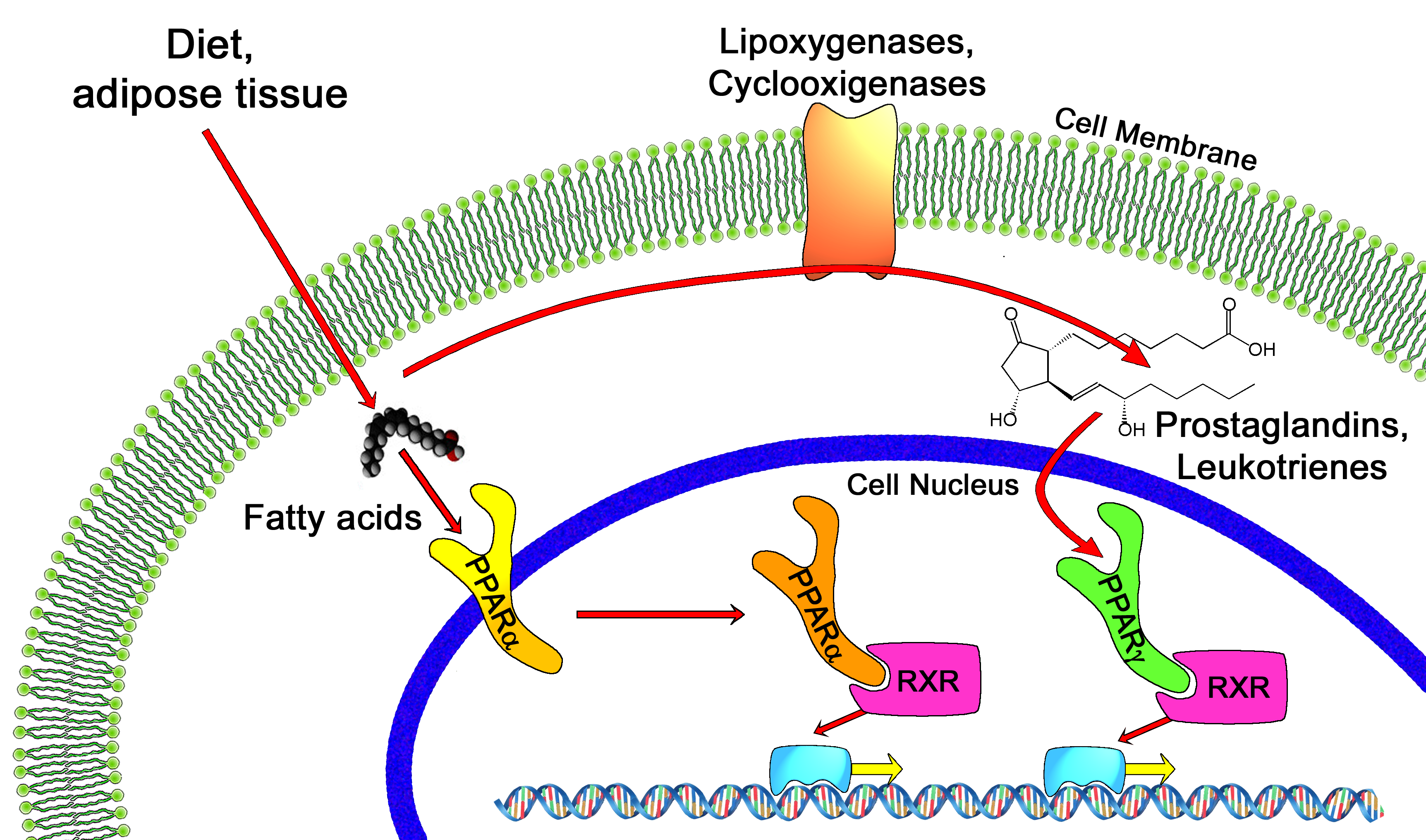
Schemat działania PPAR

Receptory aktywowane przez proliferatory peroksysomów, PPAR (od ang. peroxisome proliferator-activated receptor) – grupa steroidowych receptorów jądrowych, szeroko rozpowszechnionych w komórkach.
Pełnią one rolę ligandozależnych czynników transkrypcyjnych, które regulują ekspresję licznych genów związanych z metabolizmem węglowodanów, tłuszczów i białek oraz z proliferacją różnych komórek i przebiegiem stanów zapalnych.
Wyróżnia się trzy rodzaje tych receptorów:
- PPAR-α – wykazujące ekspresję w brunatnej tkance tłuszczowej, a w mniejszym stopniu w nerkach, sercu i wątrobie. Odgrywają rolę w metabolizmie lipidów i ich wewnątrzkomórkowych przemianach.
- PPAR-δ (poprzednio PPAR-β) – wykazujące ekspresję w podobnym stopniu w różnych tkankach i komórkach
- PPAR-γ – wykazujące ekspresję w tkance tłuszczowej, a w mniejszym stopniu w nerkach, sercu i płucach. Wpływają na różnicowanie i dojrzewanie adipocytów. Postuluje się ich rolę w immunoregulacji.

Mutacje tych receptorów mogą mieć znaczenie w cukrzycy, zespole metabolicznym i insulinooporności.
Opracowuje się leki działające przez wpływ na PPAR, na przykład fibraty.